# جوانا فاندرهام
جوانا فاندرهام هي ممثلة إسكتلندية ولدت في 17 أكتوبر 1990.

## روابط خارجية
جوانا فاندرهام على موقع IMDb (الإنجليزية)
- جوانا فاندرهام على موقع قاعدة بيانات الفيلم (الإنجليزية)